# Astrologia islamica

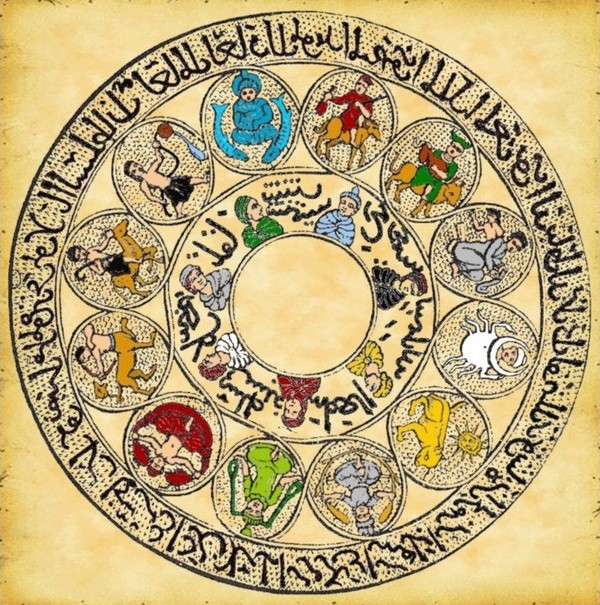
Zodiaco arabo-musulmano del XIII secolo, che raffigura i dodici segni e i sette pianeti classici in forma personificata

L'astrologia islamica, o Scienza degli astri (in arabo ﺍﺣﻜﺎﻡ ﺍﻟﻨﺠﻮﻡ‎?, Aḥkām al-nujūm, lett. I regimi delle stelle), nasce dall'accentuato interesse che gli Arabi preislamici avevano della volta stellata, in parte perché creazione di Allah, in parte perché - abituati a viaggiare di notte, sotto la volta stellata - essi riuscivano a orientarsi grazie agli astri e alle costellazioni visibili.
Dopo l'avvento dell'Islam, i musulmani avevano necessità di determinare il tempo per adempiere all'obbligo giornaliero delle preghiere canoniche, individuare la direzione della Kaʿba e il corretto orientamento per costruire le moschee, al cui interno è sempre presente un miḥrāb perché indichi la corretta qibla (direzione della Mecca). Tutto ciò contribuì a imprimere una formidabile accelerazione agli studi di astronomia, anche per il convincimento che i corpi astrali influenzassero in qualche misura il comportamento umano e le stesse condizioni dell'uomo. La scienza astrologica fu chiamata in arabo علم النجوم‎?, ʿIlm al-nujūm, "Scienza delle stelle": un termine non troppo differenziato rispetto a ʿIlm al-falak (in arabo علم الفلك‎?), con cui si volle indicare più precisamente lo studio astronomico, con le discipline matematiche ad esso connesse. I principi di questi studi trovavano la loro ispirazione nei consimili studi dell'antica Persia preislamica, in quella di Babilonia, nell'Ellenismo e nelle tradizioni dell'India.
Lungo tutto il periodo medievale, l'applicazione pratica dell'astrologia fu soggetta a profondi dibattiti di carattere filosofico da parte dei dotti musulmani e degli uomini di scienza.

Va comunque ricordato che i pronostici astrologici, malgrado la precarietà scientifica delle basi della disciplina, richiesero comunque conoscenze utili allo studio e allo sviluppo dell'astronomia..

## Storia

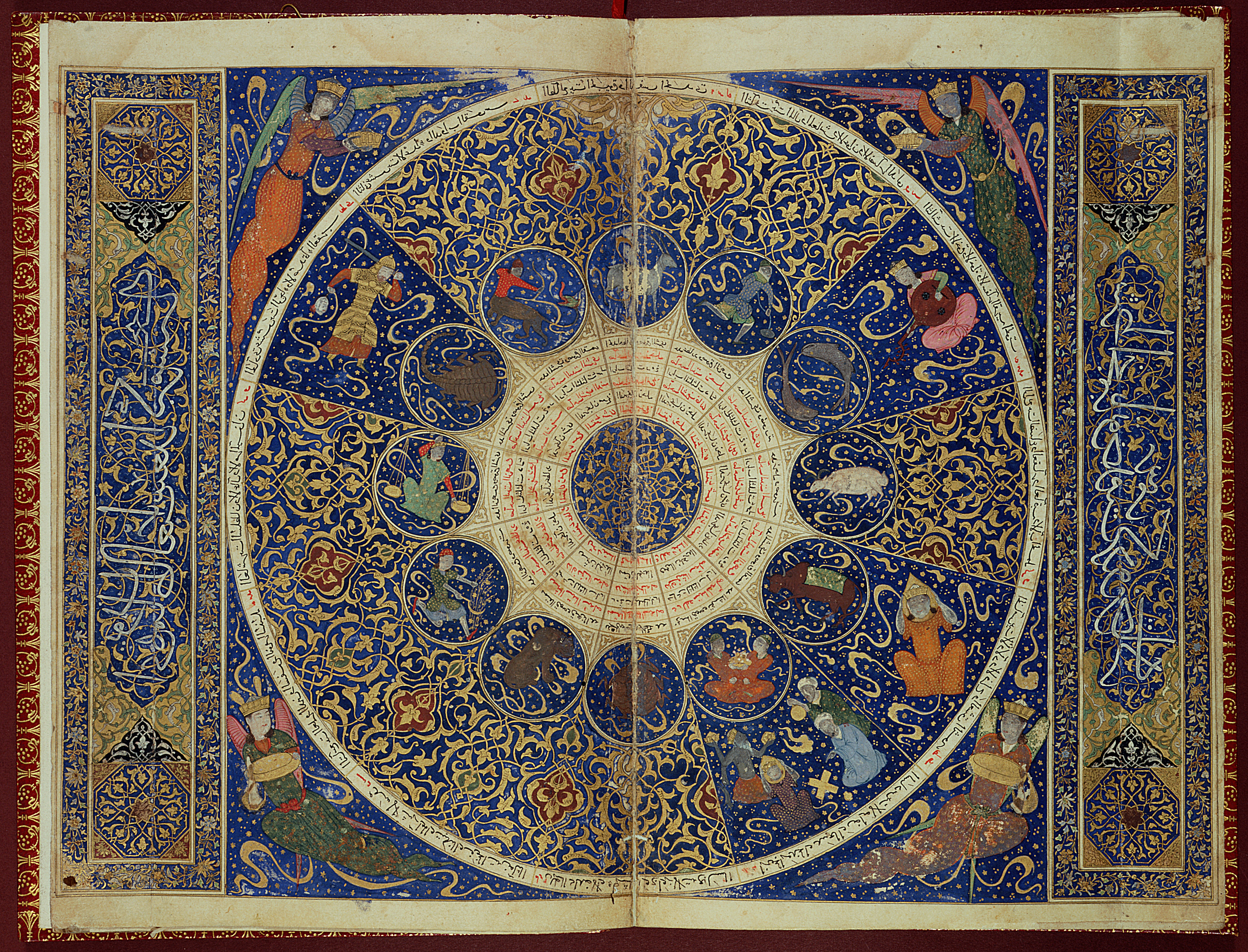
Oroscopo del principe Iskandar, nipote di Tamerlano, basato sul suo tema natale del 25 aprile 1384 (dal Libro della nascita di Iskandar.)

L'astrologia islamica proseguì lungo il solco tracciato a suo tempo dalle tradizioni di età ellenistica e romana, basate sull'Almagesto di Tolomeo. Centri di studio e insegnamento in medicina e astronomia/astrologia sorsero a Damasco e Baghdad, capitali califfali, e il califfo abbaside al-Mansur istituì un importante osservatorio astronomico e una famosa biblioteca (nell'ambito della Bayt al-Ḥikma) a Baghdad, facendone il principale centro astronomico del mondo. Al suo tempo, le conoscenze astronomiche ebbero un forte impulso e lo stesso astrolabio fu inventato da Muḥammad ibn Ibrāhīm al-Fazārī.
Gran parte dei nomi delle stelle deriva per questo dalla lingua araba.
Albumasar o Abū Maʿshar (805-885), fu uno dei più rinomati astrologi. Il suo trattato Introductorium in Astronomiam (Kitāb al-mudkhal al-kabīr ilā ʿilm aḥkām al-nujūm) parla di come "la sola osservazione delle grande diversità dei movimenti planetari possa farci capire le innumerevoli varietà dei cambiamenti nel mondo". L'Introductorium fu uno dei primi libri a essere tradotto grazie all'ambiente spagnolo dei traduttori e a circolare in Europa nel Medioevo, influenzando grandemente la rinascita colà dell'astrologia e dell'astronomia.
I Persiani combinarono insieme le discipline mediche e astrologiche mettendo in correlazione le proprietà curative delle erbe con specifici segni zodiacali e pianeti. Marte, ad esempio, era considerato caldo e asciutto e si credette che esso condizionasse piante con sapore caldo o acre, come l'elleboro, il tabacco o la mostarda. Questi convincimenti furono fatti propri dagli erboristi come Culpeper fino allo sviluppo della medicina moderna.